# Chiesa del Santissimo Crocifisso (Villafrati)

La chiesa del Santissimo Crocifisso si trova a Villafrati, comune in provincia di Palermo.

## Storia
La Chiesa fu costruita l'anno 1745 dalla famiglia Filingeri sul limite della Regia Trazzera (Palermo - Agrigento) e fu dedicata a San Antonino di Padova. Oltre che luogo di culto, fino all'anno 1874, fu adibita a cimitero.  Nel 1874, dopo che Villafrati fu collegata alla nuova strada statale 121 e quindi dopo che fu abolita la Regia trazzera, la Chiesa di San Antonio di Padova fu abbattuta e ricostruita nel 1878, a spese del popolo villafratese, allo stesso livello della nuova via Vittorio Emanuele che veniva a collegare il Corso San Marco con la nuova strada nazionale. Dopo la ricostruzione la Chiesa fu dedicata al SS. Crocifisso, di cui già si celebrava, da più di un secolo, la festa la terza domenica di settembre. Della primitiva Chiesa si conserva una statua lignea di San Antonino, di buona fattura di cui si ignora lo scultore e la data di scultura.
Nell'anno 1880 nella Chiesa del Crocifisso fu fondata una delle attuali congregazioni per incrementare il culto al SS. Crocifisso. Il fondatore fu il Reverendo Sacerdote Don Salvatore Sannasardo, vicario foraneo dell'epoca.

## Il simulacro del Crocifisso
Il simulacro del Crocifisso, che qualcuno vorrebbe attribuire a fra Umile da Petralia, è una scultura in legno dipinto risalente alla fine del secolo XVII (1675-1699). La pregevole croce in legno intarsiato (altezza cm 203, larghezza cm 101) è opera di ebanisti villafratesi.
L'arrivo del simulacro del Crocifisso a Villafrati risale all'anno 1780. Secondo una famosa e antica leggenda tramandata dai villafratesi, tale statua veniva trasportata verso Castronovo di Sicilia su un carro trainato da buoi, i quali, stanchi per la fatica del viaggio, si fermarono davanti alla soglia della chiesa di Sant'Antonio da Padova - costruita al limite della trazzera Regia - e si rifiutarono di proseguire. Gli abitanti del paese rimasero colpiti dall'episodio, interpretato come un segno di predilezione del Signore, e non permisero che il simulacro fosse portato via.
Il simulacro del Crocifisso oggi si trova in buono stato di conservazione; grazie alle numerose e generose offerte dei fedeli sono stati finanziati due interventi di restauro - nel 1984 e nel 2006 - eseguiti dal prof. Angelo Cristaudo di Acireale.
Ancora oggi la statua lignea del Crocifisso viene venerata nella chiesa omonima restaurata. Da un recente restauro si è rilevato che la statua aveva subito quattro restauri. Quando fu portata in paese, alla fine del settecento, era di gesso di un colore rosa-carne. Con l’ultimo restauro si è scoperto che il gesso era solo una placca che nascondeva l’originale statua di legno. Da un livido procurato dalla corda che stringeva le caviglie, tipico dello stile spagnolo, di rappresentare il Crocifisso, il restauratore afferma che la statua è della seconda metà del XVII secolo.
La chiesa restaurata presenta all’interno un altare rivolto al popolo, in marmo e granito su colonne in marmo rosa del Portogallo, il pavimento e la zoccolatura in pietra di botticino e granito. Le pareti sono adornate da quattordici artistiche stazioni della Via Crucis, in fusione di bronzo, opera dello scultore Nino Alesco di Roma. L’altare è adornato da un artistico tabernacolo in metallo pregiato e smalti e il coro da sei poltroncine in stile. Queste tre opere sono state realizzate con le offerte spontaneamente date dai villafratesi.
Dentro il coro sono state poste su apposite basi la statua di S. Antonio a sinistra, e quella della Madonna a destra. Quest’ultima è dello scultore Luigi Piazza ed è datata 1987.
Molti lavori di sistemazione, pulizia e restauro sono stati effettuati dal Comitato festeggiamenti 2023. Alla base dell'altare il 25 febbraio 2024 è stato posto, per intercessione dello stesso Comitato e grazie alla donazione di un pronipote, uno smalto su argento opera del Padre domenicano Leonardo Gristina (Prizzi 1915-Catania 1998) che raffigura scene importanti della vita di Gesù: a sinistra la resurrezione, al centro la deposizione (dove ai piedi di Gesù troviamo le figure da sinistra verso destra di Maria di Cleofa, Giovanni Battista, Maria Madre di Gesù, Maria di Magdala e Maria Maddalena) e a destra la crocifissione.

## Festa del SS.Crocifisso
La Festa del SS. Crocifisso a Villafrati, un evento sacro e profano, coinvolge i fedeli dal 1780, ma è solo dal 1880 che si ha testimonianza scritta dell’evento. La Confraternita del SS. Crocifisso, infatti, istituita in quella data, annota la processione del simulacro in uno speciale registro. Nei primi anni la manifestazione religiosa viene organizzata unicamente dalla Confraternita, si finanzia solo con il grano raccolto tra i fedeli ed è un evento della durata di un giorno. Al simulacro intanto sono attribuiti diversi miracoli e la Festa del Santissimo Crocifisso si trasforma in un grande evento. Dal novecento la manifestazione si realizza con il denaro raccolto tra i devoti e viene istituito un comitato dei festeggiamenti con 200 soci.
Ogni giorno al sorgere del sole i fedeli sono svegliati da un giro di tamburi, dagli sbandieratori e da uno sparo di petardi. Il venerdì portano in processione il simulacro settecentesco del SS. Crocifisso dalla chiesa in cui è custodito fino alla Chiesa Santissima Trinità e si preparano agli eventi della domenica. 
Altro momento topico delle celebrazioni villafratesi è la "vulata di l'angili", durante la quale due bambine dalle sembianze angeliche, lodano il santo protettore ed esortano i credenti ad avere fede in lui.
Il giorno della festa infatti, al mattino c’è la fiera del bestiame e delle attrezzature agricole e nel pomeriggio la comunità assiste alla tradizionale bardatura e "cunnuciuta di torci". I cavalieri che stringono tra le mani la torcia, una composizione di forma ovale con fiori di carta e l’icona del crocifisso, sfilano tra le strade su cavalli e muli bardati di nastri colorati, lana e sonagli per annunciare il proprio passaggio. In passato i contadini più devoti accorrevano richiamati dal suono e mettevano il grano nelle bisacce per finanziare la festa, oggi si lanciano confetti e caramelle per ringraziare il Crocifisso della protezione accordata a Villafrati. In serata la manifestazione religiosa raggiunge il culmine con la processione del simulacro del SS. Crocifisso tra le vie del paese. I fedeli sfilano a piedi scalzi mentre due bambine vestite da angeli recitano lodi al Signore sospese in aria sostenute da un sistema di funi. L’evento prosegue con uno spettacolo di fuochi pirotecnici e dopo la grande festa, in settimana, ci sono liturgie religiose particolari, sagre e spettacoli musicali e teatrali. La manifestazione si conclude la domenica successiva quando il simulacro viene portato in processione dalla Chiesa della SS. Trinità alla Chiesa del SS. Crocifisso dove viene custodito tutto l’anno.
La festa del SS. Crocifisso ricade la terza domenica di settembre, precisamente la domenica successiva al 14º giorno dell’esaltazione della Santa Croce. L’evento coinvolge tutto il paese poiché la processione attraversa le diverse borgate di Villafrati, ma il luogo simbolo della manifestazione è la Chiesa del Santissimo Crocifisso.

## Galleria d'immagini

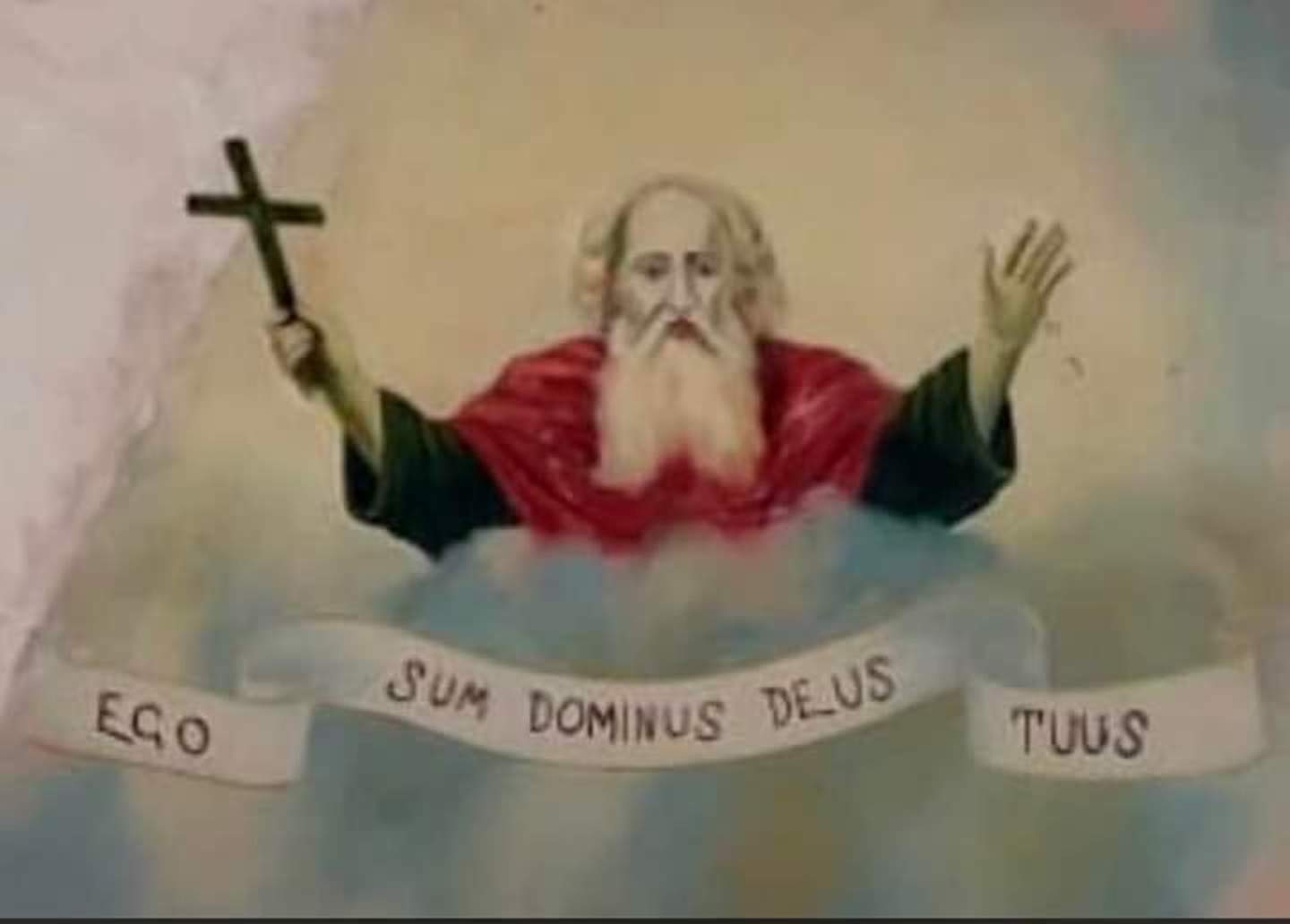
Affresco
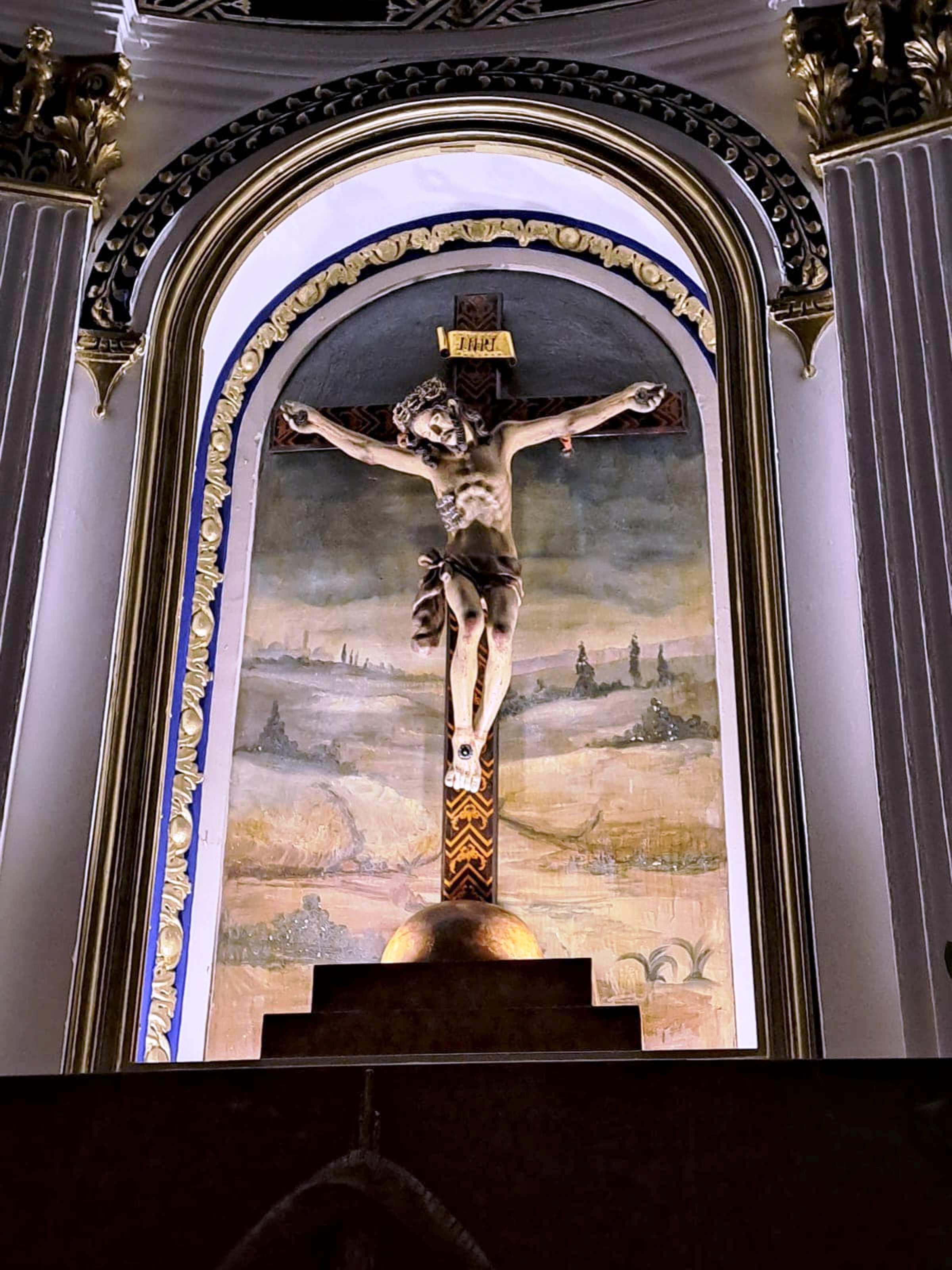
SS.Crocifisso
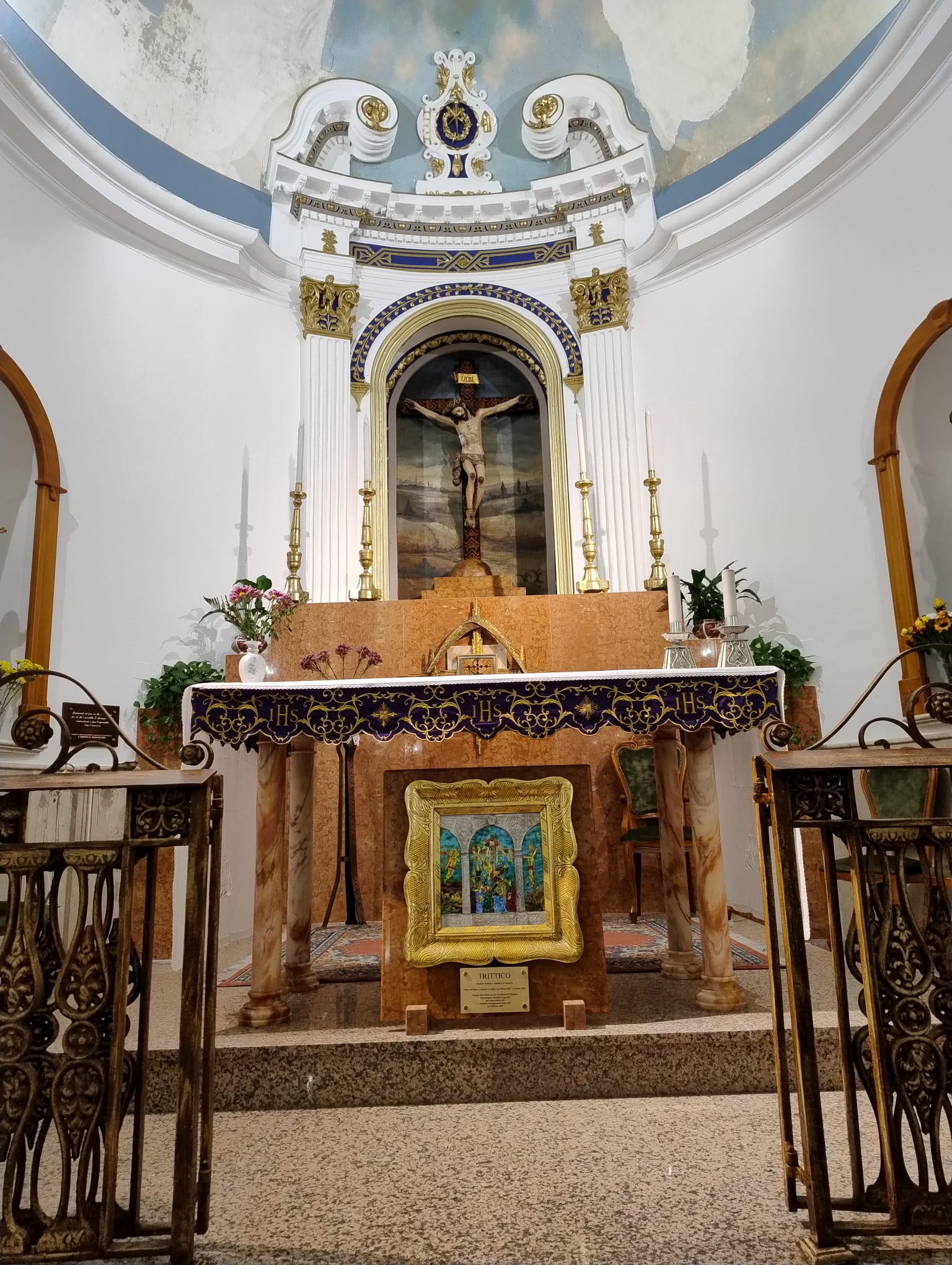
Altare
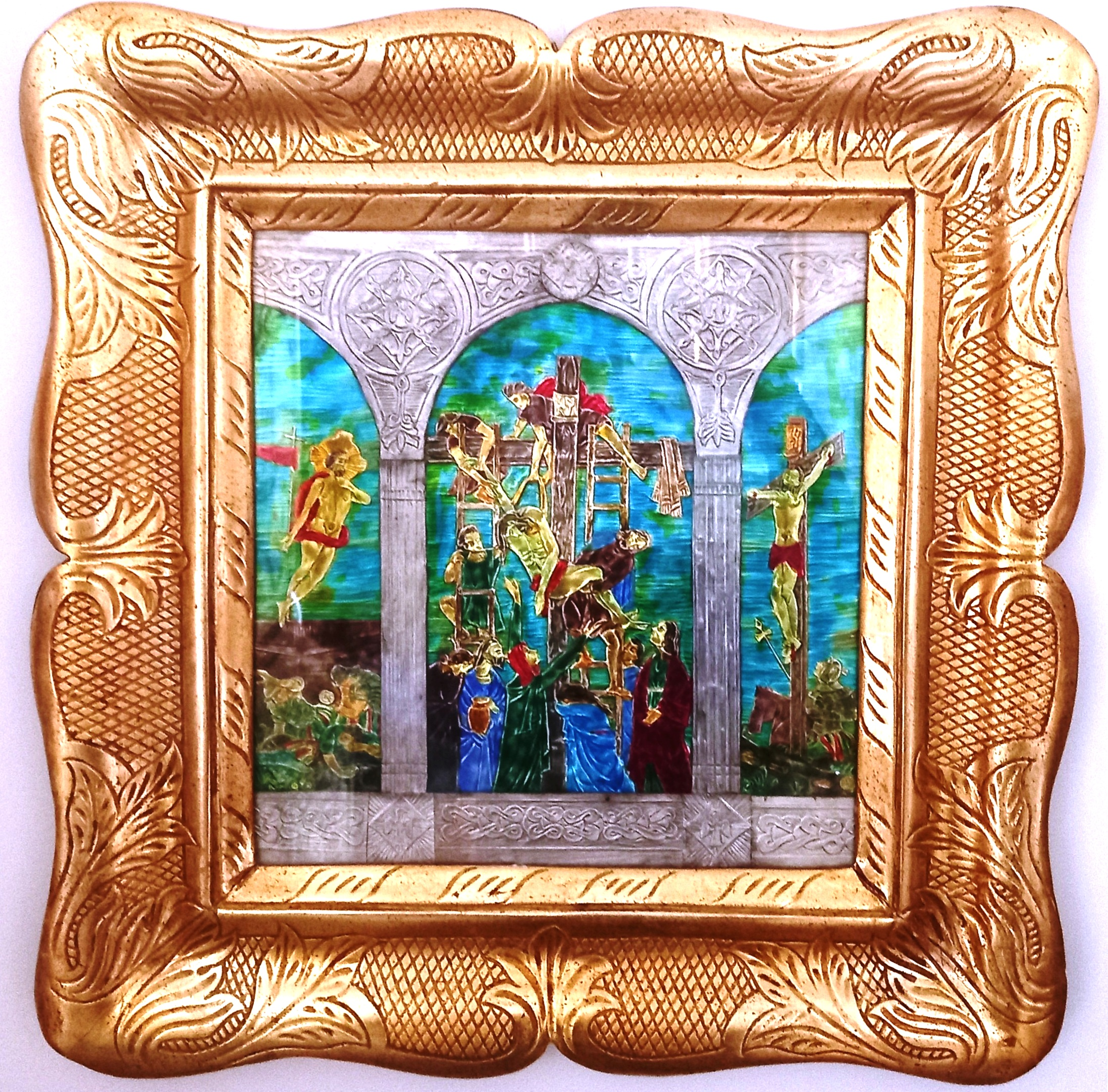
Trittico opera di Padre Leonardo Gristina o.p.